# Clotilde con traje negro
Clotilde con traje negro es una pintura de principios del siglo XX del artista español Joaquín Sorolla. Forma parte de la colección del Metropolitan Museum of Art de Nueva York.
La obra destacó en la exitosa exposición que realizó Sorolla en 1909 en la Hispanic Society of America en Nueva York, donde el Metropolitan la adquirió de inmediato.　

## Descripción
Realizado con pintura al óleo sobre lienzo, la obra muestra a Clotilde García del Castillo, esposa de Sorolla, confidente, compañera de viaje y musa. La pintura representa a Clotilde con un vestido negro en su casa de Madrid. En el fondo, Sorolla ha colocado una versión más pequeña de una de sus pinturas anteriores. La obra está en exhibición en las colecciones del Museo Metropolitano en la Galería 827.